# Csaocsing
Csaocsing (egyszerűsített kínai írással: 肇庆, pinjin: Zhàoqìng) prefektúra szintű város Kínában, Kuangtung tartományban. Lakosainak száma 4 113 594 fő (2020).

## Népesség
| 2018 | 4 151 700 |
| 2020 | 4 113 594 |

## Testvérvárosok
- Coon Rapids
- Bolton
- Dmitrovsky District